# Grijsrugsirystestiran
De grijsrugsirystestiran (Sirystes sibilator) is een zangvogel uit de familie Tyrannidae (tirannen).

## Verspreiding en leefgebied
Deze soort telt twee ondersoorten:
- S. s. sibilator: oostelijk Brazilië, oostelijk Paraguay en noordoostelijk Argentinië.
- S. s. atimastus: zuidwestelijk Brazilië.

## Status
De grootte van de populatie is niet gekwantificeerd maar de soort wordt omschreven als vrij algemeen maar met een versnipperde verspreiding. Op de Rode lijst van de IUCN heeft deze soort de status niet bedreigd.